# برج عاجي

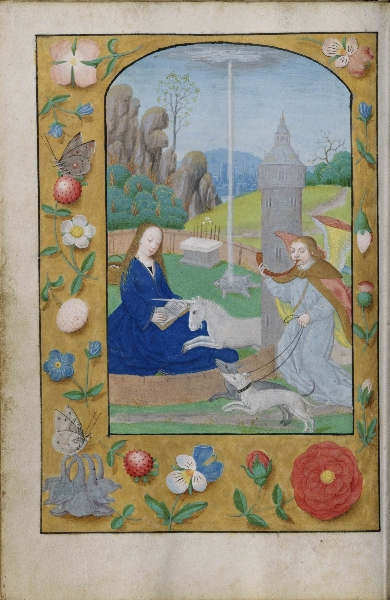
برج عاجي، رمزا لمريم، في "بشارة اصطياد آحادي القرن" (حوالي 1500) من أجبية هولندية.

البرج العاجي مصطلح جاء بالأصل من سفر نشيد الأنشاد (7: 4)، ثم استخدم في وقت لاحق كلقب وصفي لمريم العذراء. ثم من القرن التاسع عشر ومابعده صار يُستخدم لتصنيف تلك البيئة من السعي الفكري المنفصلة عن مساعي الحياة اليومية، ويمكن ببساطة شرحه بأنه الانفصال من حياة الأشخاص الواقعية الطبيعية بسبب قضاء الشخص وقتاً أطول بالسعي لأمور فكرية. فالشخص الذي يتربع في برجه العاجي يجد صعوبة في الحكم على أفعال الناس وأفكارها والحياة بشكل عام خارج محيطه. في معاجم اللغة الإنجليزية الأمريكية يشار إليه كاختصار لمصطلحي أكاديمية أو جامعة أيضاً. أما في المعاجم العربية المعاصرة، فيوصف بأنه «مصطلح حديث يدلُّ على عُزلة الأديب أو الفنَّان أو غيرهما عن المشكلات الاجتماعيَّة، يُستعمل للمدح أو الذّمّ».

## الاستخدام الديني

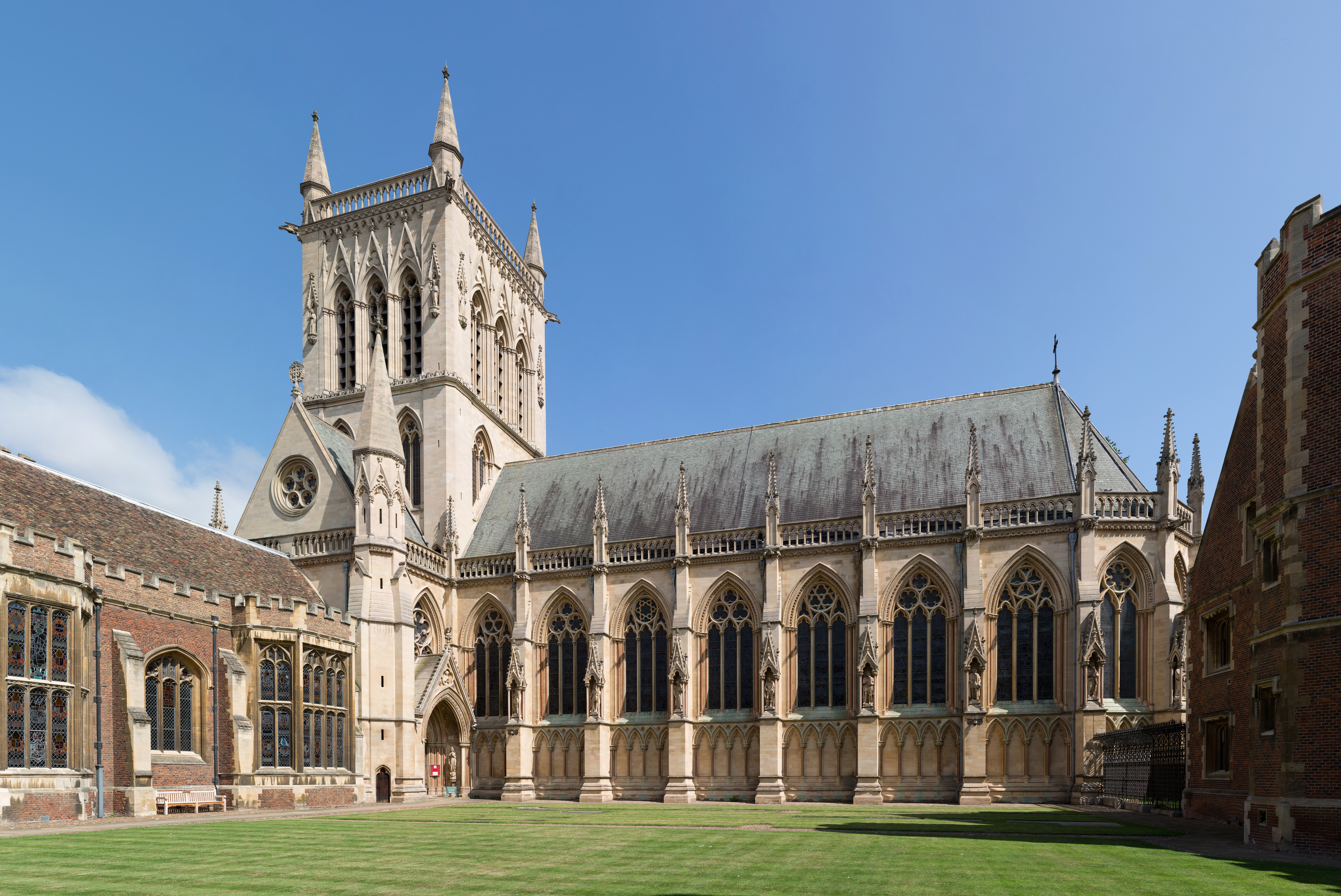
برج عاجي

في التراث اليهودي المسيحي، يستخدم مصطلح برج العاج كرمز للنقاء النبيل. وهو ينشأ بأغنية سليمان (7: 4) («عنقك يشبه برج عاجي»، وفي النص المازوري العبراني، وجد في 7: 5)، وأدرج في صفات مريم في القرن السادس عشر الليطاني من «مريم العذراء» (برج العاج)، تورنيس إبورنيا باللاتينية)، على الرغم من أن العنوان والصورة كانت تستخدم قبل ذلك بكثير، منذ القرن الثاني عشر ماريان إحياء على الأقل. يظهر أحيانا في الفن، وخاصة في تصوير مريم في الحصان الحصري. على الرغم من أن المصطلح نادرا ما يستخدم بالمعنى الديني في العصر الحديث، إلا أنه ينسب إليه الإلهام بالمعنى الحديث.

## الاستخدام الحديث

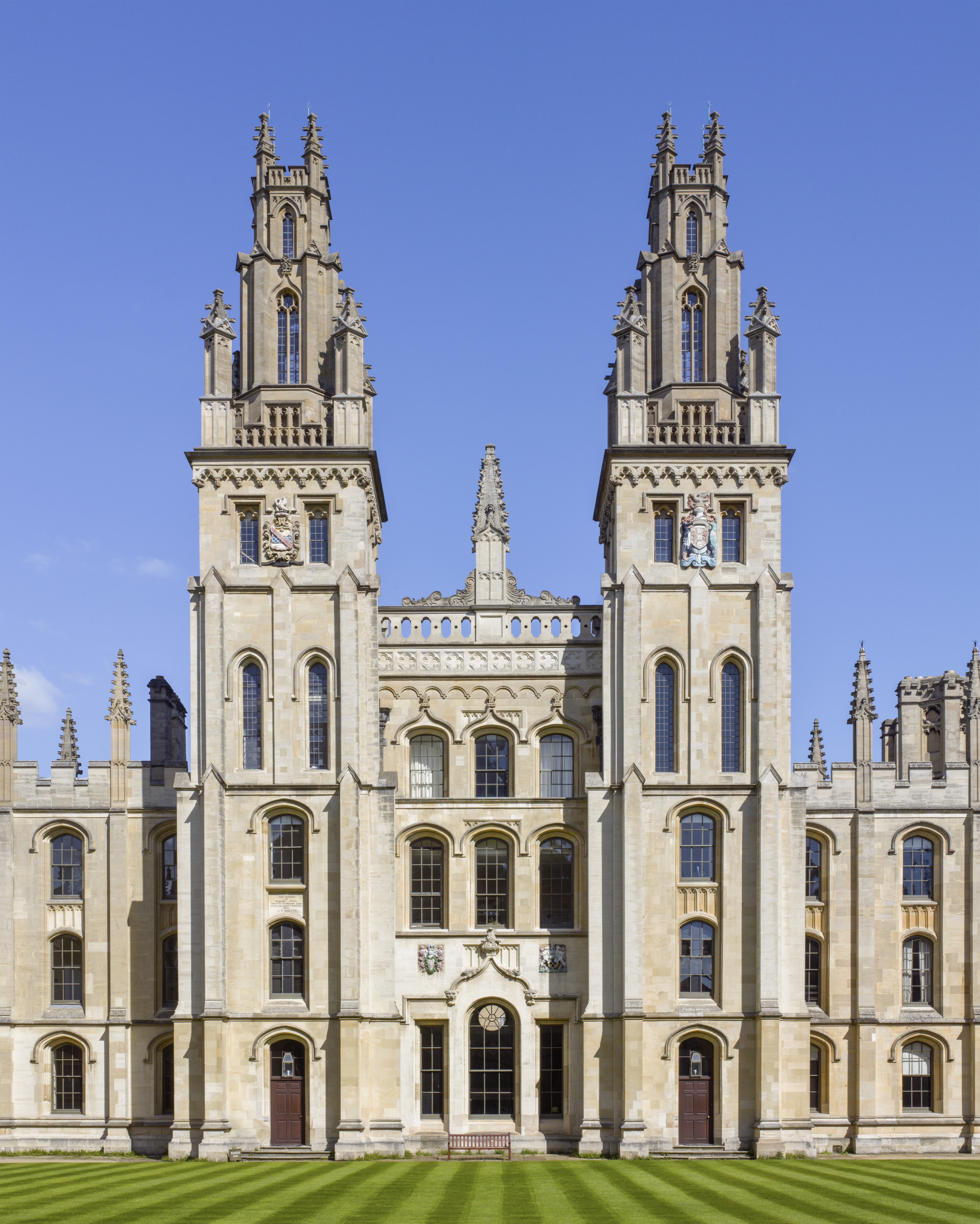
أبراج هوكسمور، كلية أول سولز

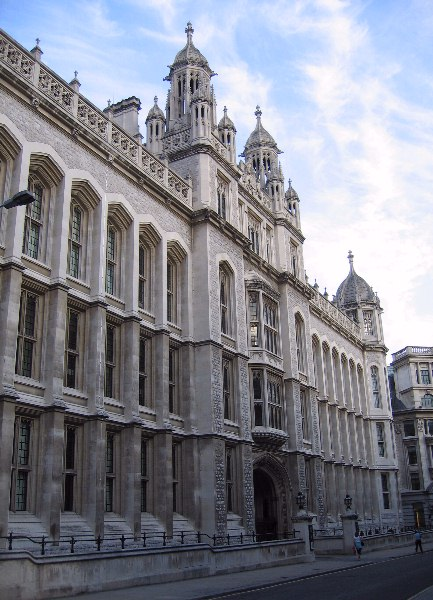
أبراج العاج في كلية الملك في لندن، ومكتبة موجان

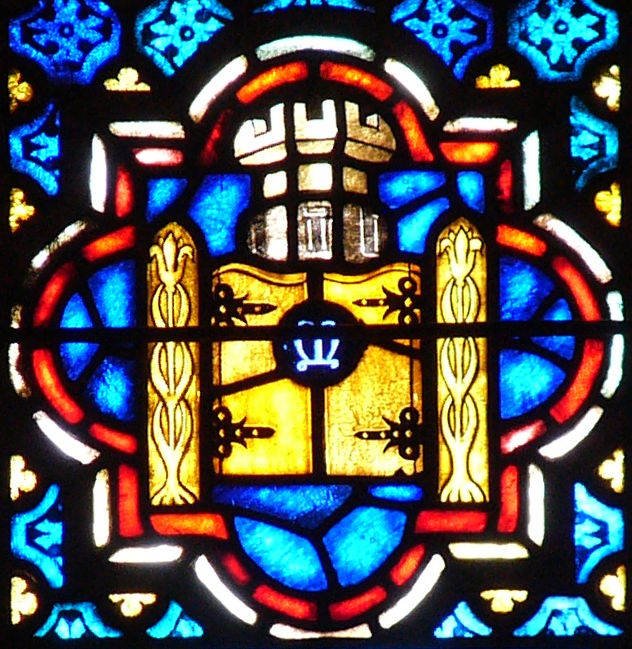
صزرة حديثة من الزجاج المعشق لبرج عاجي مع رموز مارية (الحرف (إم) وزهور الزنبق)

أول استخدام حديث لـ «برج العاج» بالمعنى المألوف للحالم غير المتعارف عليه يمكن العثور عليه في قصيدة عام 1837، «بينسيس دي أوت، إيه.إم. فيليمين»، من قبل شارل أوجستان سانت بوف، الناقد الأدبي الفرنسي والذي استخدم مصطلح «جولة ديفوار» للموقف الشاعري لألفريد دي فيجني على النقيض من فيكتور هوجو الأكثر نشاطا اجتماعيا: «في فيغني، الأكثر سرية، كمل لو كان في برج عاجي، يعود قبل منتصف النهار».
بدأت رواية هنري جيمس الأخيرة، برج العاج، في عام 1914 وتركت لم تنته بعد وفاته بعد عامين. تجربة المواجهة جيمس 'الفزع الخاصة من الولايات المتحدة بعد عشرين عاما بعيدا، فإنه يسلط الضوء على تأثير على عودة عالية الطبقة العليا الأمريكية من الفراغ المبتذلة من العصر المذهب. «يبدو لك كل شيء هنا حتى غنية بشري»، ويقول بطله. وهكذا، هناك نوعان من المعاني مختلطة معا: سخرية من الغيب عن التفكير والإعجاب من شخص قادر على تكريس جهوده كلها لقضية نبيلة (وبالتالي «العاج»، مواد البناء النبيلة ولكن غير عملي). يحتاج المصطلح إلى نكهة سلبية إلى حد ما اليوم، مما يعني ضمنا أن الأخصائيين الذين يتم استخلاصهم بعمق في مجالات دراستهم غالبا ما لا يجدون لغة تواصل مشترك مع أشخاص عاديين خارج «أبراج العاج».
في سيرة آلان تورنغ بواسطة أندرو هودجز، بينما كان يناقش تورنج في 1936-38 البقاء في جامعة برينستون، يكتب أن «كان برج كلية الدراسات العليا نسخة طبق الأصل من كلية ماغدالين أكسفورد، وكان يطلق عليه شعبيا برج العاج، بسبب ذلك المتبرع من برينستون، بروكتر الذي صنع الصابون العاجي». وكان وليام كوبر بروكتر (فئة برينستون من 1883) مؤيدا كبيرا لبناء كلية الدراسات العليا، وقاعة الطعام الرئيسية تحمل اسم بروكتر.
في مقالة راندال جاريل «نهاية الخط» (1942)، يؤكد جاريل أنه إذا كان الشعر الحديث هو البقاء على قيد الحياة، فيجب أن ينزل الشعراء من «البرج العاجي» من التكوين النخبوي. التوجه الرئيسي جاريل هو أن الشعر الغني من العصر الحداثي كان أكثر اعتمادا على الإشارة إلى الأعمال الأدبية الأخرى. لجاريل برج العاج أدى الشعر الحديث إلى الغموض.

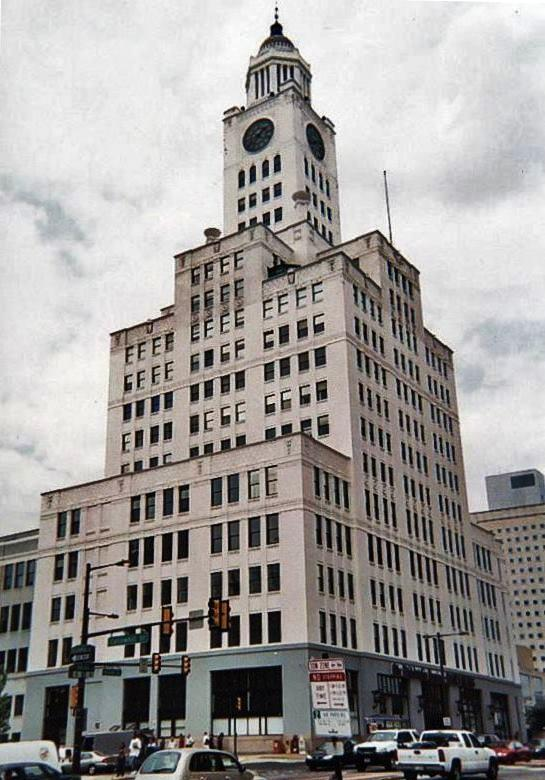
مبنى إلفرسون، المقر السابق لمجلة فيلادلفيا انكواير كان يعرف باسم "برج الحقيقة العاجي".

قد يكون برج العاج أيضا كيانا من «العقل والعقلانية والهياكل الجامدة [التي] تستعمر العالم من الخبرة الحية»، كما أوضح كيرستن J. برودفوت في مقال عن إمكانيات الاتصالات التنظيمية ما بعد الاستعمار. هذا المجتمع الأكاديمي يتخيل يخلق جوهر التفرد والتفوق. يشرح برودفوت هذه المجموعة بأنها «تعمل كناد حصري يتم التحكم في عضويتها بإحكام بما يمكن أن يطلق عليه» الإطار المهيمن "." بمعنى أكاديمي، يؤدي هذا إلى «هيمنة هائلة وغير متناسبة» للولايات المتحدة والعالم الغربي. برج العاج يمكن أن يكون خطرا، يعتقد البعض، في خصخصته المتأصلة من المعرفة والفكر. الأكاديميين الذين يسعون «شرعية لرواياتهم من القلب في نهاية المطاف يرددون لهجة معقمة من السرد الرئيسي». هذا يصبح عملية دورية كما الفكر تدافع بشكل جماعي عن «برج عاجي وهمي».
أشار الكتاب في صحف فيلادلفيا الأخرى بسخرية إلى المقر السابق لمؤسسة فيلادلفيا إنكوايرر، وهو برج آرت ديكو أبيض يدعى مبنى إلفرسون، مثل «برج الحقيقة العاجي».